# Dihammaphora peruviana
Dihammaphora peruviana är en skalbaggsart som beskrevs av Martins 1981. Dihammaphora peruviana ingår i släktet Dihammaphora och familjen långhorningar. Inga underarter finns listade i Catalogue of Life.